# 1994年義大利大選

各選區選舉結果

1994年義大利大選在1994年3月27日至28日舉行，選出義大利共和國第12屆議會成員。西爾維奧·貝魯斯柯尼領導的中右聯盟在眾議院選舉中贏得多數，但在參議院未能過半。二戰後義大利的執政黨天主教民主黨的後身義大利人民黨在這次選舉僅獲得29個議席。